# Armada Boliviana
L'Armada Boliviana è la marina militare dello Stato sudamericano della Bolivia, componente navale delle forze armate nazionali (Fuerzas Armadas de Bolivia).
Al momento della sua indipendenza dalla Spagna nel 1825, la Bolivia controllava un ristretto sbocco al mare sull'oceano Pacifico nella regione del Deserto di Atacama, per la sorveglianza del quale fu istituita una piccola squadra navale; la Marina boliviana rimase comunque una componente minoritaria delle forze armate e fu sciolta dopo la sconfitta subita dalla Bolivia nella guerra del Pacifico contro il Cile nel 1879-1884, al termine della quale il paese perse il suo accesso all'oceano divenendo (insieme al Paraguay) uno dei due Stati senza sbocco al mare dell'America del sud.
Un piccolo comando navale, subordinato all'Esercito boliviano, fu riattivato nella seconda metà del XX secolo per controllare le imbarcazioni leggere impiegate lungo la rete fluviale e lacustre interna della Bolivia; questo fu infine innalzato al rango di forza armata autonoma nel 1966. La moderna Marina militare boliviana controlla un considerevole apparato di unità subordinate, composte però principalmente da unità terrestri di fanteria di marina; gli assetti navali sono costituiti, salvo che per un paio di unità di addestramento, da motovedette e altre imbarcazioni leggere.

## Storia

### Dalla creazione alla guerra del Pacifico
La Bolivia fu proclamata come Stato indipendente il 6 agosto 1825, durante i convulsi eventi delle guerre d'indipendenza ispanoamericane; l'istituzione di una forza navale militare seguì di poco l'indipendenza nazionale, visto che già la prima costituzione della Bolivia, promulgata il 19 novembre 1826 sotto la presidenza del maresciallo Antonio José de Sucre, previde l'istituzione accanto a un Ejército de Bolivia anche di una Escuadra Naval ("squadra navale") con cui difendere l'accesso al mare del nascente Stato, rappresentato da un tratto di circa 120 chilometri di costa affacciata sull'oceano Pacifico. Per la difesa di questo "Dipartimento del Litorale", i cui confini erano oggetto di forti dispute con l'altrettanto neo-indipendente Stato del Cile, i boliviani misero rapidamente assieme, nel giro di una decina di anni, una piccola flottiglia composta da due vascelli da guerra (Yanacocha e Confederation), due brigantini (La Fállete e Congreso) e una corvetta (Libertad). Il tentativo promosso dal nuovo presidente boliviano, il maresciallo Andrés de Santa Cruz, di unire Bolivia e Perù in un unico Stato portò, nell'ottobre 1836, alla creazione della Confederazione Perù-Bolivia. La creazione di questa nuova entità fu vista come una minaccia dagli Stati confinanti, portando quindi allo scoppio della "guerra della Confederazione" che vide contrapposto il Perù-Bolivia a una coalizione composta da Cile, Confederazione Argentina e dissidenti peruviani; lo squadrone boliviano battagliò al fianco delle navi peruviane contro la flotta cilena, ma non riuscì a impedire la sconfitta dei confederati nella guerra e la conseguente dissoluzione della Confederazione nell'agosto 1839.
A partire dal 1840 e per i successivi trent'anni, la Bolivia mantenne in servizio una piccola squadra navale a protezione del suo sbocco sul Pacifico, composta dai guardacoste General Sucre e Illimani, dal brigantino María Luisa, dalla cannoniera El Morro e dal piroscafo Laura, oltre ad alcune imbarcazioni minori; questa squadra fu impegnata a contrastare le incursioni di pirati cileni nonché gli sconfinamenti di cercatori di guano stranieri. Contemporaneamente, fu messa assieme anche una piccola flottiglia con barche di basso pescaggio e chiatte con cui eseguire missioni di esplorazione e rivendicazione di sovranità nei bacini fluviali facenti capo al Rio delle Amazzoni e al Río de la Plata, alle frontiere orientali della Bolivia, parimenti contesi con le nazioni sudamericane confinanti. Nel 1874 infine fu istituito un servizio di guardia costiera, con distaccamenti insediati nelle località di Tocopilla, Mejillones e Antofagasta.
I contrasti per la delimitazione delle frontiere comuni portarono infine la Bolivia a una guerra aperta con il Cile nell'aprile 1879. A quella data, tuttavia, la consistenza della squadra navale boliviana era ormai decaduta fino quasi a scomparire, a causa dello stato di trascuratezza e mancanza di risorse in cui erano state lasciate le poche unità disponibili: i guardacoste e brigantini in servizio negli anni precedenti erano stati in pratica ritirati dal servizio o ridotti al rango di unità mercantili, e l'unica unità militare disponibile era la Sorata, una piccola vedetta inizialmente progettata per il pattugliamento del lago Titicaca ma varata in fretta e furia nelle acque del Pacifico alle prime avvisaglie del conflitto con il Cile; decisamente troppo poco per fronteggiare la Marina cilena, forte e ben equipaggiata con unità da guerra di moderna costruzione. Il governo boliviano cercò di rimediare emettendo lettere di corsa con cui si autorizzavano gli armatori civili anche stranieri ad attaccare le imbarcazioni cilene, ma l'unica unità effettivamente armata come corsaro, il piroscafo Antofagasa reclutato in Perù, non prese mai il mare perché bloccato in porto dalle autorità peruviane, desiderose di rispettare l'iniziale neutralità proclamata dal governo di Lima.
Nonostante il successivo intervento del Perù al suo fianco, la guerra del Pacifico si concluse disastrosamente per la Bolivia: alla conclusione delle ostilità nel 1884 il Dipartimento del Litorale era interamente occupato dalle forze cilene e la perdita del territorio a favore del Cile fu infine accettata dal governo boliviano nel trattato di pace e di normalizzazione delle relazioni del 20 ottobre 1904.

### La rinascita

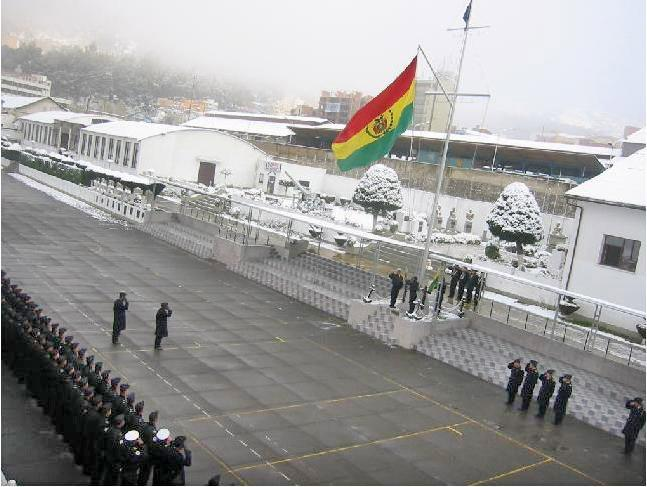
Cerimonia dell'alzabandiera presso l'accademia navale boliviana nel 2013

Dopo la perdita dello sbocco sul Pacifico, la Bolivia rinunciò di fatto a possedere una marina militare e i pochi assetti navali fluviali rimasti passarono sotto il controllo operativo dell'esercito. Il settore navale militare fu a lungo trascurato, conoscendo una rivitalizzazione solo alla fine del XIX secolo: la necessità di mantenere i collegamenti con l'isolata regione settentrionale di Acre, dove un movimento locale predicava la secessione e l'annessione al confinante Brasile, portò il governo boliviano a istituire, il 30 luglio 1897, un cantiere navale nazionale a Riberalta sul fiume Beni; questo cantiere mise in acqua una serie di piccole imbarcazioni fluviali impiegate poi per il trasporto di truppe e rifornimenti dell'esercito nel corso della successiva guerra dell'Acre, conclusasi però nel 1903 con la cessione della regione al Brasile.
Nonostante l'istituzione nel 1939 di una Scuola di Meccanica e Navigazione sempre a Riberalta, fu necessario attendere la seconda metà del XX secolo perché la Bolivia tornasse a dedicare una maggiore attenzione agli assetti navali militari. Il 4 gennaio 1963 fu ufficialmente istituita la Fuerza Fluvial Lacustre, comando controllante gli assetti navali boliviani ma subordinato alla VI Divisione dell'Esercito; la Forza Fluviale fu infine innalzata al ragno di forza armata autonoma al pari di Esercito e Aeronautica l'8 gennaio 1966 con la denominazione di Fuerza Naval Boliviana. La designazione di Armada Boliviana fu infine assunta ufficialmente il 24 dicembre 1981.

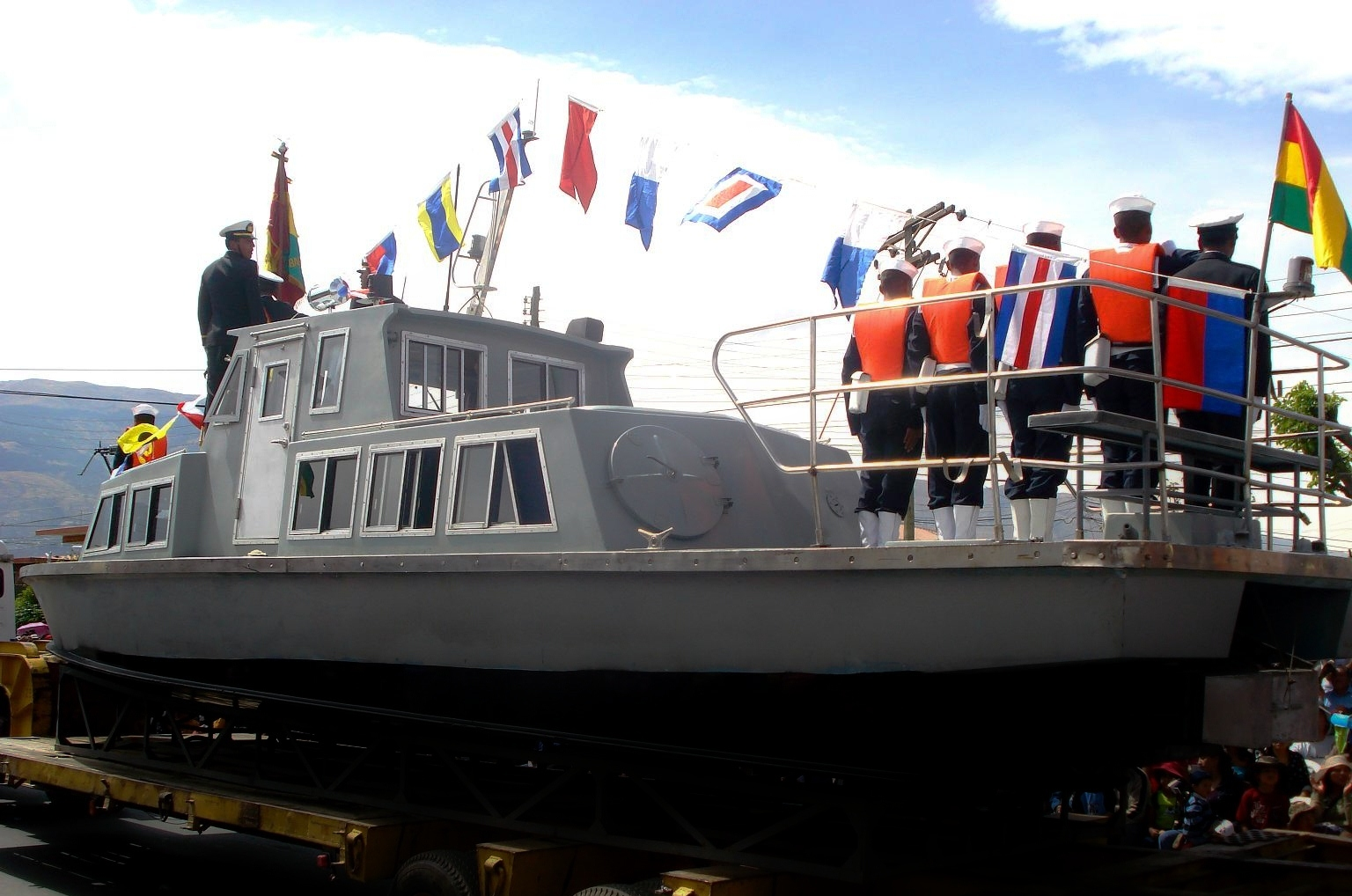
Una vedetta fluviale boliviana sfila in parata trainata da un carrello

Negli anni 1980 l'Armada Boliviana poteva allineare una ventina di motovedette armate alla leggera e altrettante unità ausiliarie e da trasporto, in maggioranza cedute come aiuti militari dagli Stati Uniti d'America, e impiegate lungo i 14000 chilometri di rete fluviale navigabile e i 10000 km² di superfici lacustri a disposizione della nazione. L'Armada mantenne inoltre una simbolica presenza nei mari aperti acquistando, nel 1977, la Libertador Simón Bolívar, una nave da carico da 9000 tonnellate di dislocamento di origine venezuelana impiegata poi in crociere di addestramento e di rappresentanza facendo scalo in porti amici in Perù e Argentina. Nel 1968 fu attivata una componente di aviazione navale (Aviación de la Fuerza Naval Boliviana), inizialmente con in organico un velivolo da ricognizione Cessna 182 e un paio di aerei d'addestramento North American T-6 Texan, a cui si aggiunsero negli anni 1980 un paio di Cessna 206; nel 1980 fu invece attivato un corpo di fanteria di marina (Infantería de Marina) con quartier generale situato a San Pedro de Tiquina sul lago Titicaca, arrivato a contare circa 2000 effettivi suddivisi in sette battaglioni. Il 25 marzo 1970 era stata invece inaugurata l'accademia navale nazionale (Escuela de Estado Mayor Naval), con sede a Cochabamba.
Al 2022 l'Armada Boliviana conta circa 5000 effettivi in servizio attivo, concentrati principalmente nei reparti terrestri della fanteria di marina e della polizia militare navale (incaricata della protezione di basi e infrastrutture); la Marina dispone anche di una sezione di forze speciali (Fuerza de Tarea "Diablos Azules"), di una scuola di sommozzatori militari e di una propria sezione di intelligence. Le unità navali in servizio sono una settantina, per la maggior parte piccole vedette fluviali armate di mitragliatrici; le unità di maggior tonnellaggio sono l'anziana nave da trasporto Libertador Simón Bolívar e una nave scuola con scafo a catamarano in servizio sul lago Titicaca. Il corpo aereo navale mantiene in servizio un unico velivolo da ricognizione Cessna 402.

## Struttura

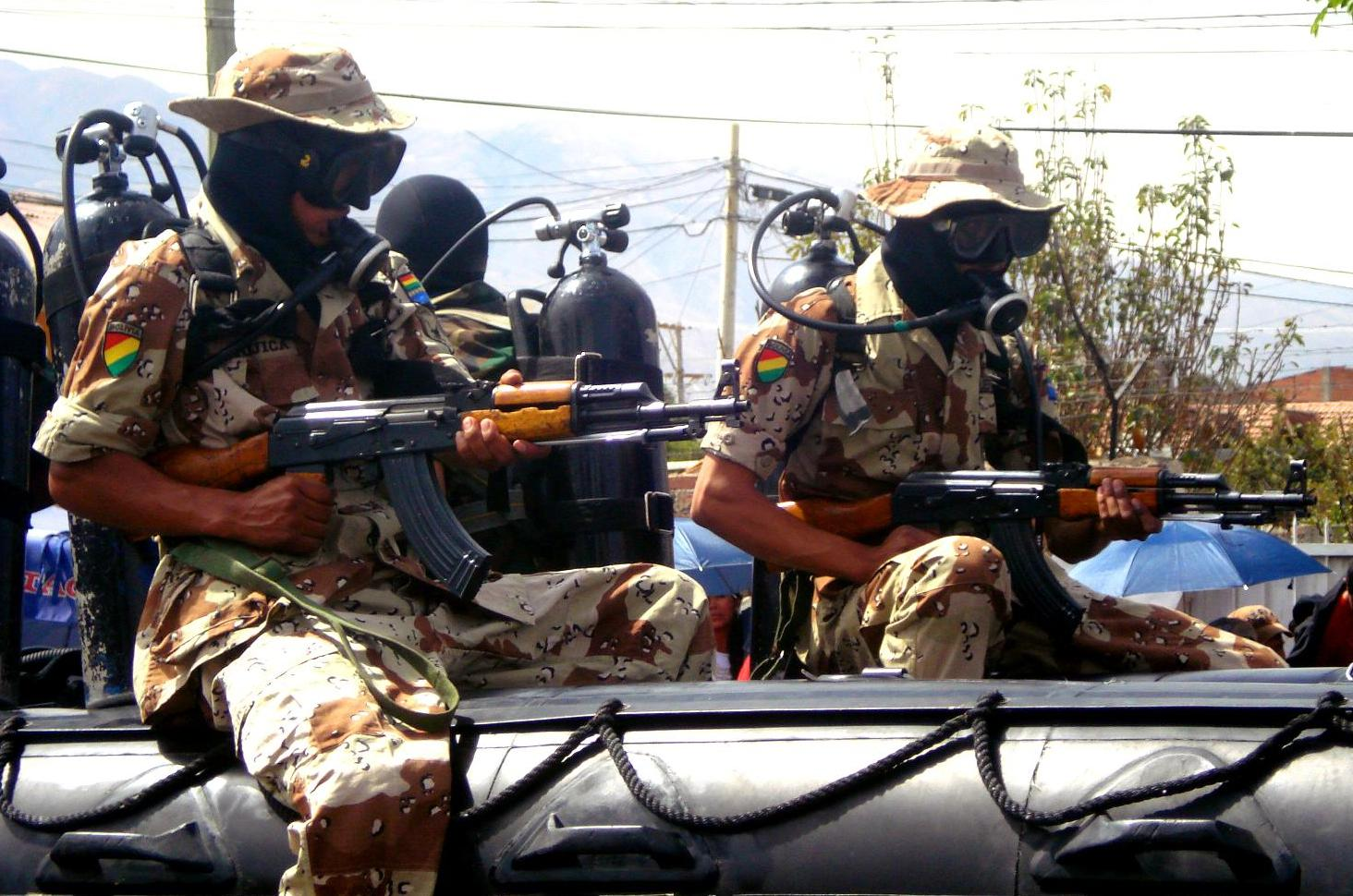
Fanti di marina boliviani con equipaggiamento da sommozzatore durante una parata nel 2008

L'Armada Boliviana è diretta da uno stato maggiore con sede a La Paz e un'articolazione territoriale basata su sei distretti navali (Distritos Navales) e tre aree navali (Areas Navales). I distretti sono costituiti da:
- Primero Distrito Naval "Beni": con sede a Riberalta e autorità sul bacino del fiume Beni, comanda due battaglioni di fanteria di marina, due basi navali, una flottiglia di imbarcazioni fluviali e quattro capitanerie di porto;
- Segundo Distrito Naval "Mamore": con sede a Trinidad e autorità sul bacino del fiume Mamoré, da esso dipendono un battaglione di fanteria di marina, un battaglione di polizia militare, un gruppo sommozzatori, una base navale e due capitanerie di porto;
- Tercer Distrito Naval "Madera": con sede a Guayaramerín, sorveglia il tratto di confine con il Brasile lungo il fiume Mamoré con un battaglione di fanteria di marina, tre basi navali e una capitaneria di porto;
- Cuarto Distrito Naval "Titicaca": con sede a San Pedro de Tiquina, ha autorità sul bacino del lago Titicaca e lungo i confini fluviali con il Perù, controllando due battaglioni di fanteria di marina, un battaglione di polizia militare, una base navale, una flottiglia e due capitanerie di porto; da esso dipendono inoltre due centri di istruzione delle forze speciali;
- Quinto Distrito Naval "Santa Cruz": con sede a Santa Cruz de la Sierra, sorveglia l'omonimo dipartimento e i confini fluviali con Brasile e Paraguay lungo i fiumi Paraguay e Paraná; da esso dipendono un battaglione di fanteria di marina, un battaglione di polizia militare, una base navale, una flottiglia, quattro capitanerie di porto e un'officina del servizio idrografico;
- Sexto Distrito Naval "Pando": con sede a Cobija, sorveglia il confine settentrionale boliviano lungo il fiume Acre con un battaglione di fanteria di marina, un battaglione di polizia militare, due basi navali, quattro capitanerie di porto e un'officina del servizio idrografico.

Le tre aree navali, con sede a Cochabamba, Santa Cruz de la Sierra e Bermejo, si occupano invece di attività di protezione civile, assistenza sanitaria alla popolazione e lotta all'inquinamento ambientale.

## Mezzi aerei
Sezione aggiornata annualmente in base al World Air Force di Flightglobal del corrente anno. Tale dossier non contempla UAV, aerei da trasporto VIP ed eventuali incidenti accorsi durante l'anno della sua pubblicazione. Modifiche giornaliere o mensili che potrebbero portare a discordanze nel tipo di modelli in servizio e nel loro numero rispetto a WAF, vengono apportate in base a siti specializzati, periodici mensili e bimestrali. Tali modifiche vengono apportate onde rendere quanto più aggiornata la tabella.
| Aeromobile         | Origine     | Tipo                       | Versione (denominazione locale) | In servizio (2024) | Note | Immagine |
| Aerei da trasporto |             |                            |                                 |                    |      |          |
| Cessna 340         | Stati Uniti | aereo da trasporto leggero | C340                            | 1                  |      |          |